# Basileuterus delattrii
Basileuterus delattrii — вид горобцеподібних птахів родини піснярових (Parulidae). Поширений в Центральній Америці, Колумбії і Венесуелі. Раніше вважався конспецифічним з рудоголовим коронником, однак був визнаний окремим видом в 2021 році.

## Підвиди
Виділяють три підвиди:
- B. r. delattrii Bonaparte, 1854 — південна Гватемала, Гондурас, Сальвадор, Нікарагуа, північна і центральна Коста-Рика;
- B. r. mesochrysus Sclater, PL, 1860 — південна Коста-Рика, Панама, північна Колумбія, західна Венесуела;
- B. r. actuosus Wetmore, 1957 — острів Коїба (Панама).